# منجم سانغنونغ
منجم سانغنونغ Sangnong mine هو أحد أكبر المناجم في كوريا الشمالية والعالم.
يقع في وسط البلاد في إقليم جنوب هامغيونغ.
تقدر احتياطات المنجم: 6.4 أونصة من الذهب، وحوالي 200 مليون طن من النحاس.